# Валли, Вальтер Иванович
Вальтер Иванович Ва́лли (фин. Valter Juhonpoika Valli; 1900—1969) — советский военачальник, участник финского революционного движения, полковник, главный герой романа Яакко Ругоева «Полк майора Валли».

## Биография
Родился в семье столяра Юхо Фредерика Валли и Вильгельмины Далгрен. С ранних лет работал на лесосплаве и лесозаготовках.
В 1917 г. вступил добровольцем в финскую Красную гвардию и в Социал-демократическую партию Финляндии.
Участвовал в гражданской войне в Финляндии. Захвачен в плен 1 мая 1918 года, помилован в ноябре 1918 года.
Участвовал в мятеже под руководством Янне Мююрюляйнена в районе Салла — Куолаярви в январе 1922 года. Эмигрировал в Советскую Россию, закончил Интернациональную военно-пехотную школу в Петрограде. В 1927 г. вступил в ВКП(б).
Кадровый военный, служил в воинских частях в Витебске, Москве, прошёл путь от командира роты до командира батальона, учился на курсах комсостава «Выстрел».
Летом 1938 г. был арестован органами НКВД, в сентябре 1939 г. освобожден.
В период советско-финской войны был назначен на должность заместителя начальника оперативного отдела штаба 1-го стрелкового корпуса Финляндской народной армии.
В июне 1940 г. — начальник штаба, впоследствии командир 126-го стрелкового полка 71 дивизии Карельского фронта.
Полк под его руководством проявил стойкость и героизм при обороне Медвежьегорска, успешно отражая совместные удары финской кавалерийской бригады и 1-го егерского батальона.
В. И. Валли неоднократно лично участвовал в боях, увлекая своим примером бойцов и командиров Красной Армии.
В 1943 — июле 1944 гг. полковник Вальтер Валли командовал 30-я лыжной бригадой Карельского фронта.
После демобилизации В. И. Валли поселился с женой Ольгой Алексеевной в Пятигорске.